# Ярославка (Курська область)
Ярославка (рос. Ярославка) — присілок в Хомутовському районі Курської області Російської Федерації.
Населення становить 133 особи. Входить до складу муніципального утворення Сальновська сільрада.

## Історія
Населений пункт розташований на території українського етнічного та культурного краю Східна Слобожанщина.
Від 2004 року входить до складу муніципального утворення Сальновська сільрада.

## Населення
| 2002 | 2010 |
| ---- | ---- |
| 207  | ↘133 |